# Электрик-Сити
Эле́ктрик-Си́ти (англ. Electric City) — город в округе Грант, штат Вашингтон, Соединённые Штаты Америки.

## География и климат
Город занимает площадь 1,5 км², из которых 0,1 км² приходится на воду.

## Демография
По итогам переписи населения в 2000, в городе проживало 992 человека, 382 домашних хозяйства и 291 семья. Плотность населения составила 1706.3 человек на квадратную милю (659.2 человек на км²). Было 420 единиц жилья при средней плотности 777.3 единиц жилья на квадратную милю (300.3 единиц на км²). Расовый состав населения города — 89,59 % белых, 0,22 % афроамериканцев, 7,05 % коренных американцев, 0,65 % азиатов, 0,11 % жителей тихоокеанских островов, 0,11 % жителей прочих рас и 2,28 % жителей смешанных рас. Испаноязычные или жители латиноамериканского происхождения составляют 1,84 % от общей численности населения.
В городе 382 домашних хозяйств, из них 27,0 % имели детей в возрасте до 18 лет, 63,6 % — состояли в браке и жили совместно, 8,1 % — женщины-одиночки, а 23,8 % — не имели семей. 20,2 % всех домохозяйств состоят из одного человека, 7,3 % — лица старше 65 лет, живущие в одиночку. Средний размер домохозяйства — 2,41 человека, а средний размер семьи — 2,74 человека.
Возрастной состав населения города — 23,1 % жителей в возрасте до 18 лет, 6,1 % — от 18 по 24, 18,4 % — от 25 до 44 лет, 33,9 % — от 45 до 64 лет и 18,4 % — 65 лет и старше. Средний возраст составил 46 лет. На каждые 100 женщин приходилось 92,9 мужчины. На каждые 100 женщин возрастом старше 18 лет приходилось 95,3 мужчины.
Среднегодовой доход домашних хозяйств в городе составил $ 42321, а среднегодовой доход семей — $ 47969. У мужчин среднегодовой доход составляет $ 46667 против $ 20288 у женщин. Среднегодовой доход на душу населения в городе составил $ 19388. 11,6 % семей и 12,4 % населения находились ниже черты бедности, в том числе 18 % — лица в возрасте до 18 лет и 9,5 % — лица старше 65 лет.